# Пираканжуба
Пираканжуба (порт. Piracanjuba) — муниципалитет в Бразилии, входит в штат Гояс. Составная часть мезорегиона Юг штата Гойас. Входит в экономико-статистический микрорегион Мея-Понти. Население составляет 24 377 человек на 2006 год. Занимает площадь 2405,114 км². Плотность населения — 10,1 чел./км².

## Статистика
- Валовой внутренний продукт на 2003 год составляет 175 204 746,00 реалов (данные: Бразильский институт географии и статистики).
- Валовой внутренний продукт на душу населения на 2003 год составляет 7299,89 реалов (данные: Бразильский институт географии и статистики).
- Индекс развития человеческого потенциала на 2000 год составляет 0,755 (данные: Программа развития ООН).